# Stresow (Möckern)
Stresow ist eine Ortschaft und ein Ortsteil von Möckern im Landkreis Jerichower Land in Sachsen-Anhalt.

## Geographie
Stresow liegt etwa zehn Kilometer östlich der Kreisstadt Burg.

## Geschichte
Erstmalige urkundliche Erwähnung war 1306.
Am 30. September 1928 wurde der Gutsbezirk Stresow mit dem Gutsbezirk Kähnert zusammengelegt unter Umwandlung in eine Landgemeinde Stresow. Bis zum 31. August 2010 war Stresow eine eigenständige Gemeinde und wurde zum 1. September 2010 ein Ortsteil der Stadt Möckern. In einer 2015 veröffentlichten Reportage des MDR wird der Ort als „fest im Griff“ des rechtsextremen Hooligans beschrieben. Die NPD erlangte bei der Landtagswahl 2011 25,4 Prozent der Stimmen.

## Politik
Ortsbürgermeisterin ist Cornelia Neumann.

### Wappen
Das Wappen wurde am 11. April 2008 durch den Landkreis genehmigt.
Blasonierung: „Gespalten von Rot und Silber, vorn ein schwarz gefugter silberner Zinnenturm mit pfahlweise zwei schwarzen Rundbogenfenstern, hinten pfahlweise drei rote Rosen mit goldenem Butzen und grünen Kelchblättern.“
Die Farben des Ortes sind: Silber (Weiß) - Rot. Das Wappen wurde vom Kommunalheraldiker Jörg Mantzsch gestaltet.

### Flagge
Die Flagge ist weiß-rot (1:1) gestreift (Querform: Streifen waagerecht verlaufend, Längsform: Streifen senkrecht verlaufend) und mittig mit dem Ortswappen belegt.

## Sehenswürdigkeiten
Die Dorfkirche ist eine sorgfältig ausgeführte spätromanische Feldsteinkirche mit eingezogenem Chor und Apsis, die im Kern aus dem 12. Jahrhundert stammt. Zu beachten ist auch das Herrenhaus, ein breitgelagerter neubarocker Bau mit neun Achsen und eingeschossigem Mittelrisalit, Pilastergliederung und Mansarddach vom Anfang des 20. Jahrhunderts.

## Verkehr
Zur Bundesstraße 1, die Magdeburg mit Berlin verbindet, sind es in nördlicher Richtung ca. 9,5 km. Die Bundesautobahn 2 mit der Anschlussstelle Theeßen wird in 5,5 km erreicht.